# Some Girls
Some Girls je album The Rolling Stones vydané v roce 1978. Kritikou je považováno za nejlepší, které nahráli od vydání alba Exile on Main Street. Some Girls je také nejúspěšnější album kapely ve Spojených státech, kde se jej prodalo asi 6 milionů kopií.
V polovině 70. let 20. stol. sice Rolling Stones zůstávali velmi populární skupinou, jejich nahrávky však trpěly Jaggerovou fascinací slávou a Richardsovou prohlubující se závislostí na drogách. V roce 1978, kdy je z titulních stránek vytlačily punk a disco, přišli s albem Some Girls, které bylo pádnou odpovědí vkusu mladé generace. Začíná disco-bluesovou vypalovačkou „Miss You“ a i zbytek alba je nabitý energií, jaká nebyla u skupiny ke slyšení minimálně od Exile on Main St. Tak, jak si Rolling Stones z moderních stylů osvojili disco, nikdy nepřijali za svůj punk, zato jejich rockový zvuk zdrsněl. Na albu se objevují jak zpustlé homosexuální fantazie v písni „When the Whip Comes Down“, tak bizarní až mizogynní titulní píseň, Richardsova zpověď psance „Before They Make Me Run“ nebo dekadentní závěr obstaraný písní „Shattered“. Mezi tím se mění k nepoznání skladba skupiny Temptations „Just My Imagination“, kapela rozpoutává zničující parodii na country „Far Away Eyes“ nebo přispívá jednou ze svých nejlepších balad „Beast of Burden“. Tomuto albu možná schází ona pouliční agresivita stounovských alb ze 60. let nebo zdrogovaná pochmurnost jejich desek z počátku 70. let, má však punc ironického dekadentního hard-rocku, což z něj dělá výjimečnou nahrávku.

## Seznam skladeb
Autory jsou Mick Jagger a Keith Richards, pokud není uvedeno jinak.
1. „Miss You“ – 4:48
2. „When the Whip Comes Down“ – 4:20
3. „Just My Imagination“ („Running Away with Me“) (Norman Whitfield, Barrett Strong) – 4:38
4. „Some Girls“ – 4:37
5. „Lies“ – 3:12
6. „Far Away Eyes“ – 4:24
7. „Respectable“ – 3:07
8. „Before They Make Me Run“ – 3:25
9. „Beast of Burden“ – 4:25
10. „Shattered“ – 3:47

## Obsazení
- Mick Jagger – zpěv, doprovodný zpěv, elektrická kytara, piano
- Keith Richards – elektrická kytara, doprovodný zpěv, akustická kytara, baskytara, zpěv, piano
- Charlie Watts – bicí
- Ron Wood – elektrická kytara, doprovodný zpěv, akustická kytara, baskytara
- Bill Wyman – baskytara, syntetizér

### Doprovod
- Mel Collins – saxofon
- Ian McLagan – varhany, elektrické piano
- Simon Kirke – congas
- Sugar Blue – harmonika
- Ian Stewart – piano

## Žebříčky
Album
| Rok  | Žebříček             | Pozice |
| ---- | -------------------- | ------ |
| 1978 | UK Top 75 Albums     | 2      |
| 1978 | Billboard Pop Albums | 1      |
| 1979 | Billboard Pop Albums | 19     |
| 1980 | Billboard Pop Albums | 186    |
| 1981 | Billboard Pop Albums | 124    |

Singly
| Rok  | Singl             | Žebříček              | Pozice |
| ---- | ----------------- | --------------------- | ------ |
| 1978 | „Miss You“        | UK Top 75 Singles     | 3      |
| 1978 | „Miss You“        | The Billboard Hot 100 | 1      |
| 1978 | „Miss You“        | Club Play Singles     | 6      |
| 1978 | „Miss You“        | Black Singles         | 33     |
| 1978 | „Beast Of Burden“ | The Billboard Hot 100 | 8      |
| 1978 | „Respectable“     | UK Top 75 Singles     | 23     |
| 1979 | „Shattered“       | The Billboard Hot 100 | 31     |

## Certifikace
| Organizace | Úroveň     | Datum           |
| ---------- | ---------- | --------------- |
| RIAA – USA | zlato      | 12. června 1978 |
| RIAA – USA | platina    | 22. června 1978 |
| BPI – UK   | zlato      | 28. června 1978 |
| RIAA – USA | 4× platina | 30. říjen 1984  |
| RIAA – USA | 6× platina | 31. května 2000 |